# Pèon (fill d'Antíloc)
Segons la mitologia grega, Pèon (en grec antic: Παίων) va ser un fill d'Antíloc, net de Nèstor, rei de Pilos.
Mentre el seu pare, el seu oncle Trasimedes i el seu avi eren a la guerra de Troia, Pèon va quedar governant Messènia. Pausànias explica que els descendents de Pèon eren anomenats «neleides», nom que prové de Neleu, el pare de Nèstor. Una expedició dels heraclides, els descendents d'Hèracles, els van fer fora de Messènia. Pausànias també diu que van anar a Atenes, i que la família dels peònides i dels alcmeònides prenia el nom de Pèon, el fill d'Antíloc, i d'Alcmeó, que havia estat foragitat d'Argos també pels heraclides.